# Cnemarchus erythropygius
Cnemarchus erythropygius е вид птица от семейство Tyrannidae, единствен представител на род Cnemarchus.

## Разпространение
Видът е разпространен в Боливия, Колумбия, Еквадор и Перу.